# World Inequality Report
Le World Inequality Report en français : « le rapport sur les inégalités mondiales » est un rapport établi par le World Inequality Lab (en français : le Laboratoire sur les inégalités mondiales), de l'École d'économie de Paris, qui fournit des estimations sur les inégalités mondiales de revenu et de richesse sur la base des résultats les plus récents compilés par la World Inequality Database (en français : la Base de données sur les inégalités mondiales).

## Histoire
Le rapport mondial sur les inégalités comprend des discussions sur les futures recherches universitaires potentielles ainsi que du contenu utile pour les débats publics et les politiques liées aux inégalités économiques.

### World Inequality Report 2018
Le premier rapport, intitulé World Inequality Report 2018, publié le 14 décembre 2017 à l'école d'économie de Paris lors de la première conférence WID.world, a été rédigé par Facundo Alvaredo, Lucas Chancel, Thomas Piketty, Emmanuel Saez et Gabriel Zucman basé sur les données WID. Le rapport de 300 pages prévient que, depuis 1980, partout dans le monde, l'écart entre riches et pauvres s'est accru. En Europe, l'augmentation des inégalités s'est accentuée modérément alors qu'en Amérique du Nord et en Asie, l'augmentation a été plus rapide. Au Moyen-Orient, en Afrique et au Brésil, les inégalités de revenus n'ont pas augmenté, mais sont toutefois restées à des niveaux très élevés.
Dans une interview avec Quartz, Piketty prédit que si le « monde suivait la trajectoire des États-Unis [...] les inégalités s'aggraveraient ».

## Points clés
Le rapport de 300 pages aborde en cinq parties : « le projet WID.world et la mesure des inégalités économiques dans la partie I, les tendances des inégalités de revenus mondiales dans la partie II, la dynamique du capital public et privé dans la partie III, les tendances des inégalités de richesse mondiales dans la partie IV, « Lutter contre les inégalités économiques ». Des « détails méthodologiques sur la façon dont les estimations ont été construites sont disponibles sur le site Web du rapport ». Selon The New York Times, « Il s'avère que la politique compte. Une redistribution plus agressive par le biais des impôts et des redistributions a épargné à l'Europe les disparités aiguës auxquelles les Américains se sont habitués. L'accès inégal à l'éducation contribue à reproduire les inégalités aux États-Unis au fil des générations. »,. L'article du Times note également que « la stratégie de la Chine basée sur une fabrication peu qualifiée pour l'exportation, étayée par des investissements agressifs dans les infrastructures, s'est avérée plus efficace pour élever le niveau de vie de la moitié inférieure de la population que la stratégie plus introvertie de l'Inde, qui a limité les avantages de la mondialisation à l'élite instruite ». Tetlow, du Financial Times, a décrit l'inégalité comme la « caractéristique déterminante de l'époque », car les riches s'enrichissent et les pauvres s'appauvrissent. L'article de l'India Times attire l'attention sur la manière dont « [l]es réformes d'ouverture et de déréglementation en Inde, depuis les années 1980 ont entraîné une augmentation substantielle des inégalités à un point tel que les 0,1 % des revenus les plus élevés ont continué à capter plus de croissance que tous ceux des 50 % inférieurs combinés ». Le WIR rapporte que « les inégalités de revenus en Inde ont atteint des niveaux historiquement élevés. En 2014, la part du revenu national revenant aux 1 % des salariés de l'Inde était de 22 %, tandis que la part des 10 % était d'environ 56 % »,.
Quartz cite le rapport : « [D]epuis 1980, les 0,1 % les plus riches ont enregistré autant de croissance des revenus que l'ensemble de la moitié inférieure de la population (adulte) mondiale. Et pour le groupe de personnes entre les 50 % les plus pauvres et les 1 % les plus riches, principalement les groupes à revenu faible et intermédiaire en Amérique du Nord et en Europe, la croissance des revenus a été soit lente, soit stagnante. » Le WIR 2018 montre que « l'écart entre les riches et les pauvres s'est creusé dans presque toutes les régions du monde au cours des dernières décennies. ». Depuis « 1980, les inégalités de revenus ont augmenté rapidement en Amérique du Nord et en Asie, ont augmenté plus modérément en Europe et se sont stabilisées à des niveaux très élevés au Moyen-Orient, en Afrique et au Brésil ».

### Couverture médiatique
Quelques jours après sa publication en ligne, le rapport fait l'objet d'articles dans le New York Times, The Guardian, Quartz, Financial Times, the India Times et Associated Press via ABC News.
Dans l'interview avec Quartz, Piketty a mis en garde contre les obstacles à l'obtention d'une « image complète de la richesse », tels que les paradis fiscaux. Piketty a observé qu'« il y a des forces financières et politiques qui ont tout intérêt à garder ces informations secrètes », notant le « paradoxe de l'économie mondialisée d'aujourd'hui » où « nous sommes censés être à l'ère des mégadonnées et de la transparence, et nous voyons que nous n'avons toujours pas accès à toutes les sources de données dont nous aurions besoin. ».

### World Inequality Report 2022
Le rapport sur les inégalités dans le monde 2022 est publié le 7 décembre 2021. Il est coordonné, pendant quatre ans, par les experts en économie et en inégalités Lucas Chancel, Thomas Piketty, Emmanuel Saez et Gabriel Zucman,.